# Платоновская академия в Кареджи
Плато́новская акаде́мия в Каре́джи — объединение итальянских литераторов и философов гуманистического направления, в рамках которого развивался флорентийский неоплатонизм. Академия возникла в 1462 году. Её основание было сознательной акцией мецената и покровителя гуманистов, могущественного Козимо Медичи, предоставившего молодому Марсилио Фичино виллу в Кареджи и кодекс греческих рукописей с сочинениями Платона и его последователей, на латинский перевод которых рассчитывал меценат.
Принадлежавшая Медичи вилла Кареджи более трёх десятилетий была местом, где проходили диспуты участников Платоновской академии, возглавлявшейся все эти годы Марсилио Фичино. Получив образование во Флорентийском университете, где он изучал литературу, медицину и философию, Фичино начинал свои гуманистические штудии с увлечения философией Аристотеля и Эпикура, но в зрелые годы всецело посвятил себя переводам с греческого на латинский сочинений легендарного Гермеса Трисмегиста, диалогов Платона и сочинений неоплатоников. Эту философскую традицию античности он сделал доступной (в том числе и благодаря быстро развивавшемуся книгопечатанию) широкому кругу образованных людей в Италии и других странах Европы. К тому же как глава Платоновской академии он вёл обширную переписку с гуманистами, богословами и другими образованными людьми разных стран, ещё только начинавшими приобщаться к платонизму.
С Платоновской академией были связаны многие известные гуманисты — Кристофоро Ландино, Джованни Пико делла Мирандола, Джованни Нези, а также поэты Анджело Полициано, Джироламо Бенивьени, Нальдо Нальди, художник Сандро Боттичелли и другие. На заседаниях академии, не имевшей строго фиксированного членства, могли присутствовать все, кто интересовался философскими проблемами. Здесь часто бывали и Козимо Медичи, и позже его внук Лоренцо Великолепный.
Одной из ведущих тем дискуссий была эстетика (учение о прекрасном). Академию отличала атмосфера свободного научного поиска, дружеское обсуждение вопросов, которые вызывали общий интерес, стремление к синтезу областей знания.
Платоновская академия во Флоренции не была единственной в Италии: в 1460-е гг. возникли ещё две академии — в Риме, где её возглавил гуманист Помпонио Лето, и в Неаполе (под покровительством короля) во главе с поэтом-гуманистом Джованни Понтано. Гуманистические академии стали новой формой самоорганизации интеллигенции — учёными сообществами, отмеченными свободой развития мысли и обращения к самым разным философским традициям. Это отличало их от университетского корпоративизма и привязанности лишь к учению Аристотеля, которое занимало в университетах прочные позиции. Академии способствовали широкому распространению гуманистических знаний, которые рассматривались в среде создателей новой культуры как всеобщее достояние, как важный фактор совершенствования человека и общества.
На базе происходивших в академиях дискуссий гуманисты нередко создавали и публиковали произведения, в которых находили отражение атмосфера, проблематика, аргументация споров. Так произошло, к примеру, с обсуждением на вилле Кареджи диалога Платона «Пир»: оно побудило Фичино написать в 1469 году и издать «Комментарий на „Пир“ Платона», ставший известным далеко за пределами академии.